# Garrett AiResearch
Garrett AiResearch har været en producent indenfor turbolader og turboproper, men er i dag et brand, bare som Garrent under afdeling Honeywell Turbo Technologies som en del af Honeywell.

Det var tidligere også kendt som Aircraft Tool og Supply Company (21. maj 1936), Garrett Supply Company (omkring 1937), Garrett Corporation (18 August 1938) og AiResearch Manufacturing.
 
Garrett AiResearch bliver fusioner med Signal Olie & Gas d. 20 jan. 1964, som blev Signal Companies. I 1985 fusionerede Signal Companies med Allied Corporation, der blev det nye Allied-Signal firma, i 1999 opkøbte Allied-Signal, firmaet Honeywell og adopterede navnet, Honeywell. 

## Historie
Cliff Garrett grundlag Garrett i 1936 i et lille 1-værelses kontor i Los Angeles, med finansiel støtte fra vennerne, Jack Northrop og Harry Wetzel, plus 5000 dollar af sine egne penge. Garrett grundlagde det selskab, der senere ville blive Garrett Corporation. Antal ansatte: 1. Antal kunder: 1
I dag (2014) bliver deres produkter fremstillet af mere end 6.000 medarbejdere som producerer over 30.000 turbos hver dag, der bliver brugt af globale motor- og bilproducenter, herunder Audi, BMW, DaimlerChrysler,DDC (Detroit Diesel Corporation), Fiat, Ford, International Truck Co, Peugeot, Renault, Saab og Volkswagen. Men også indenfor motorsporten som gocart, World Rally, American Le Mans,Le Mans, og Pikes Peak